# Glasstron
Glasstron или Глэсстрон — портативный шлем виртуальной реальности Sony. Включает два LCD дисплея и два наушника для видео и аудио соответственно.
Glasstron был выпущен на американский рынок в 1997.
Были выпущены различные модели. Поддерживает видео-вход для подключетия к PC (15 pin, VGA), композитный видеовход и S-видео. Краткий список моделей ниже:
- PLM-A35: Основная модель с непрозрачными линзами и без SVGA входа.
- PLM-A55: У этой модели есть механический затвор, чтобы смотреть сквозь, без SVGA.
- PLM-S700: В модели S700 было принято во внимание использование LCD затворов и имеется поддержка SVGA.

Продукт больше не выпускается и не поддерживается Sony.